# آرچی هاوارث
آرچی هاوارث (انگلیسی: Archie Howarth; March quarter 1911 – ۲۰ ژوئیه ۱۹۶۶ (aged 55)) بازیکن فوتبال اهل بریتانیا بود.
از باشگاه‌هایی که در آن بازی کرده‌است می‌توان به باشگاه فوتبال نلسون اشاره کرد.